# Osiedle miejskie prżewalskie
Prżewalskoje (ros. Пржевальское городское поселение) – jednostka administracyjna (osiedle miejskie) wchodząca w skład rejonu diemidowskiego w оbwodzie smoleńskim w Rosji.
Centrum administracyjnym osiedla miejskiego jest osiedle typu miejskiego Prżewalskoje.

## Geografia
Powierzchnia osiedla miejskiego wynosi 11,29 km².

## Historia
Osiedle powstało na mocy uchwały obwodu smoleńskiego z 28 grudnia 2004 r., z późniejszymi zmianami – uchwała z dnia 28 maja 2015 roku.

## Demografia
W 2020 roku osiedle miejskie zamieszkiwało 1393 osób.

## Miejscowości
W skład jednostki administracyjnej wchodzi 1 miejscowość (osiedle Prżewalskoje).